# Marko Mitrović (calciatore 1978)
Marko Mitrović (in serbo Марко Митровић?; Belgrado, 8 luglio 1978) è un allenatore di calcio ed ex calciatore serbo, di ruolo centrocampista.